# Сесмери (Моргауський район)
Сесме́ри (рос. Сесмеры, чув. Çеçмер) — присілок у Чувашії Російської Федерації, у складі Кадікасинського сільського поселення Моргауського району.
Населення — 190 осіб (2010; 212 в 2002, 256 в 1979; 332 в 1939, 360 в 1926, 332 в 1897, 247 1858, 448 в 1795).

## Історія
Історичні назви — Великий Шесмер, Великі Сесмери. Утворився як околоток села Ахманеї. До 1866 року селяни мали статус державних, займались землеробством, тваринництвом, ковальством, слюсарством, виробництвом взуття та борошна. На початку 20 століття діяло 3 водяних млини. 1930 року утворено колгосп «Ідея». До 1920 року присілок перебував у складі Татаркасинської волості Козьмодемьянського, до 1927 року — Чебоксарського повіту. 1927 року присілок переданий до складу Татаркасинського району, 1939 року — до складу Сундирського, 1962 року — до складу Чебоксарського, 1964 року — до складу Моргауського району.